# Xiamizhuang Shuiku
Xiamizhuang Shuiku är en reservoar i Kina. Den ligger i provinsen Shanxi, i den norra delen av landet, omkring 230 kilometer norr om provinshuvudstaden Taiyuan. Xiamizhuang Shuiku ligger 1 002 meter över havet. Arean är 1,1 kvadratkilometer. Trakten runt Xiamizhuang Shuiku består i huvudsak av gräsmarker. Den sträcker sig 3,1 kilometer i nord-sydlig riktning, och 1,7 kilometer i öst-västlig riktning.
Genomsnittlig årsnederbörd är 695 millimeter. Den regnigaste månaden är juli, med i genomsnitt 172 mm nederbörd, och den torraste är januari, med 4 mm nederbörd.